# Phil Christophers
Pas d'image ? Cliquez ici

a Compétitions nationales et continentales officielles uniquement.

b Matchs officiels uniquement.
Dernière mise à jour le 21 février 2015.
Philip Derek Christophers est un ancien joueur de rugby anglais qui a joué aux postes de centre ou ailier, terminant sa carrière au RCA (Rugby Club Aubagnais) au poste de demi d'ouverture. Il est né le 16 juin 1980 à Heidelberg (sa mère est allemande) et il mesure 1,82 m pour 94 à 96 kg (en carrière). Il fut également international anglais.
Blessé longuement en 2008 et pratiquement toute l'année 2010, il n'est pas reconduit par le Castres olympique et il devient chômeur avant d'être embauché par le Pays d'Aix rugby club après qu'il a lui-même contacté l'entraîneur Olivier Nier, qu'il a connu à Brive.
Christophers, qui a participé à 32 matchs européens dont 9 en Coupe d'Europe, rejoint Castres après un passage au CA Brive et plusieurs saisons passées en Angleterre, dont deux saisons à Bristol où il devient international, club finalement relégué et qu'il quitte en 2003. Contacté par le Stade toulousain en 2004, il préfère poursuivre à Leeds et espère jouer plus régulièrement avec son équipe nationale.
En novembre 2009, il est sélectionné avec l'équipe XV Europe pour affronter les Barbarians français  au Stade Roi Baudouin à Bruxelles à l'occasion du 75e anniversaire de la FIRA – Association européenne de rugby. Les Baa-Baas l'emportent 26 à 39.

## Carrière

### En club
- ? - 2000 : Leicester Tigers
- 2000-2001 : CA Brive
- 2001-2003 : Bristol Rugby
- 2003-2005 : Leeds Tykes
- 2005-2011 : Castres olympique
- 2011-2013 : Pays d'Aix rugby club (Pro D2)
- 2013-2014 : Rugby Club Aubagnais (fédérale 3)

### En équipe d'Angleterre
- Phil Christophers a connu sa première sélection le 22 juin 2002 face aux Pumas

## Palmarès

### En club
- Vice-champion d'Angleterre face à Gloucester : 2002
- Coupe d'Angleterre : 2005
- Champion de France de fédérale 3 en 2014.

### En équipe d'Angleterre
- 3 sélections
- 1 essai (5 points)
- Sélections par année : 2 en 2002, 1 en 2003

### Autres sélections
- Angleterre A : 3 sélections en 2003.